# Вињана (Ла Специја)
Вињана је насеље у Италији у округу Ла Специја, региону Лигурија.
Према процени из 2011. у насељу је живело 85 становника. Насеље се налази на надморској висини од 178 м.